# Prostitución en Austria

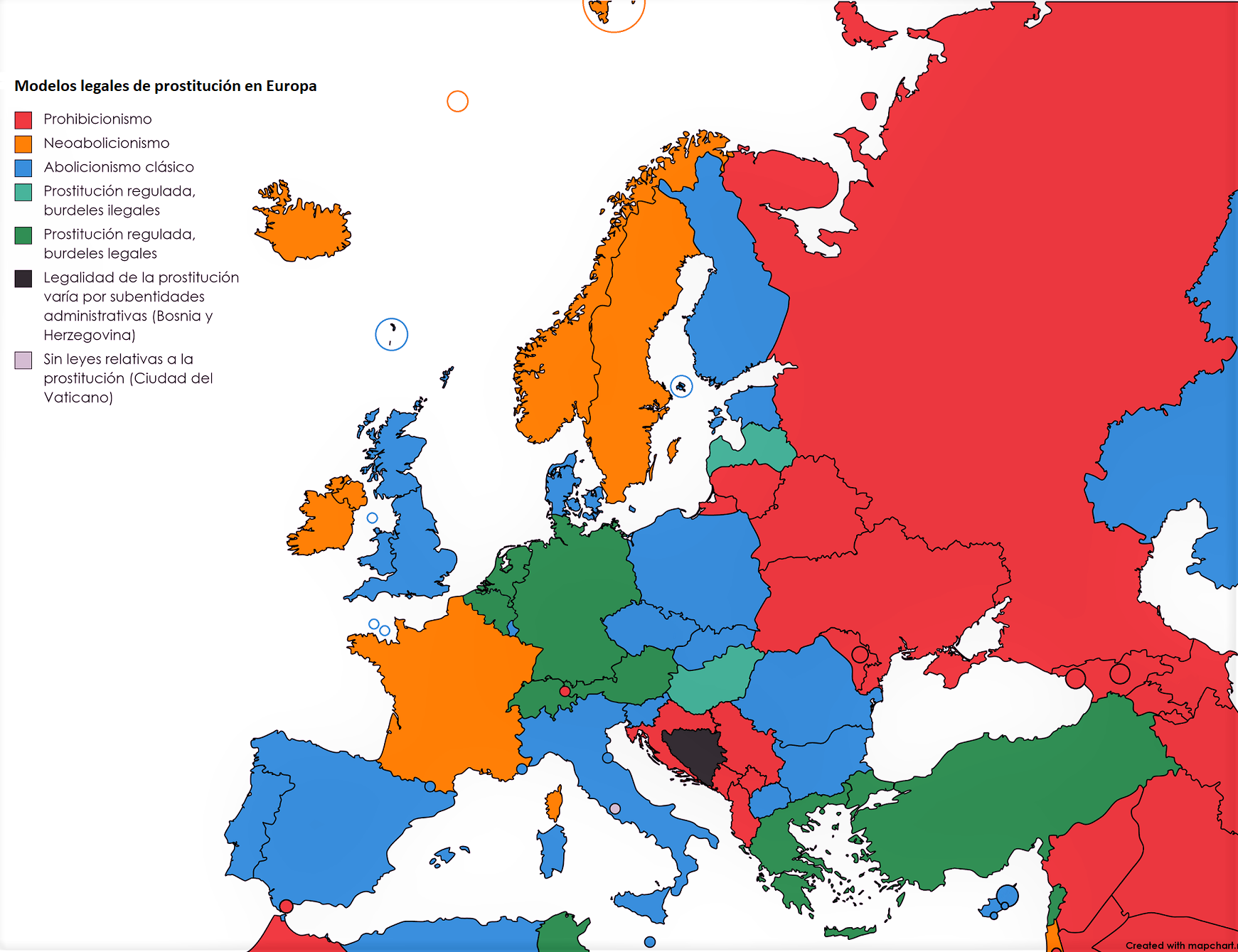
Prostitución en Europa. En verde, el modelo regulador, en el que la prostitución y los burdeles son legales, al que pertenece Austria.

La prostitución en Austria es legal y se encuentra regulada.

## Historia

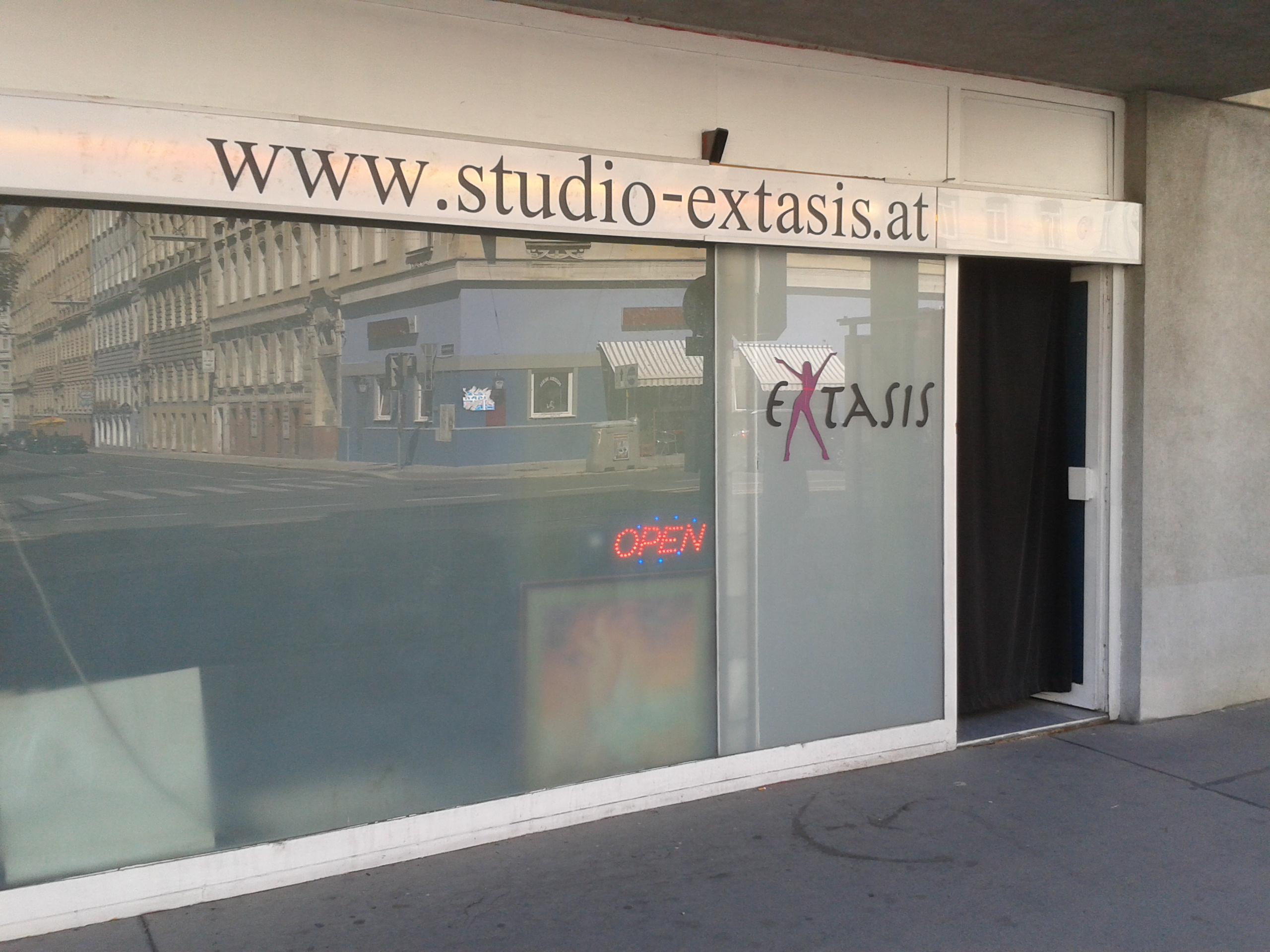
Fachada de un burdel, austero en la imagen externa, en Viena.

Durante la Edad Media existió una incómoda asociación entre quienes vendían sexo (normalmente mujeres), por un lado, y la Iglesia y el Estado, por otro. Aunque la práctica estaba mal vista, prosperaba y se toleraba. En 1276, Rodolfo I de Habsburgo (1273-1291) declaró delito insultar a estas gelüstigen Frauen. Por otra parte, los domingos y durante la Cuaresma estaban obligadas a permanecer alejadas de las ciudades.
La primera mención registrada de la existencia de burdeles (Freudenhäusern) en Viena se encuentra en una carta del duque Alberto III de Baviera (1365-1379). Algunos concejales querían crear una fundación benéfica para prostitutas que renunciaran a su vida pecaminosa. Sin embargo, muy pronto los concejales establecieron burdeles e incluso financiaron un convento con los impuestos. La última vez que la prostitución estuvo completamente prohibida en Austria fue bajo el reinado de María Teresa I de Austria (1740-1780), que envió prostitutas junto con otras personas "antisociales" por el Danubio hasta Timișoara, en la región rumana de Banato.
En 1850, la policía de Viena propuso que las prostitutas se registraran, se sometieran a exámenes médicos dos veces por semana y obtuvieran certificados sanitarios especiales. En 1873, Anton Ritter von Le Monnier, jefe del cuerpo, reformó la ley de prostitución de Viena, y desde entonces los certificados sanitarios son obligatorios. Las prostitutas que cumplían los requisitos de registro y exámenes dejaban de ser perseguidas por la policía. Un artículo periodístico del 27 de octubre de 1874 informaba de que 6 424 prostitutas habían recibido certificados sanitarios y estaban bajo observación de la policía y las autoridades sanitarias. Según estimaciones de la policía, al menos 12 000 mujeres más vivían de las ganancias del "amor libre" sin estar registradas. La mayoría de ellas eran trabajadoras de fábricas que cobraban tan poco que necesitaban los ingresos adicionales. De las prostitutas registradas, 5 312 eran solteras, 902 viudas y 210 casadas. La más joven tenía 15 años y la mayor 47.
La prostitución masculina homosexual se legalizó en 1989 en virtud del apartado § 210 del código penal (Strafgesetzbuch). Una de las principales razones de la legalización fue reducir la propagación del VIH mediante reconocimientos médicos periódicos.

## Leyes actuales

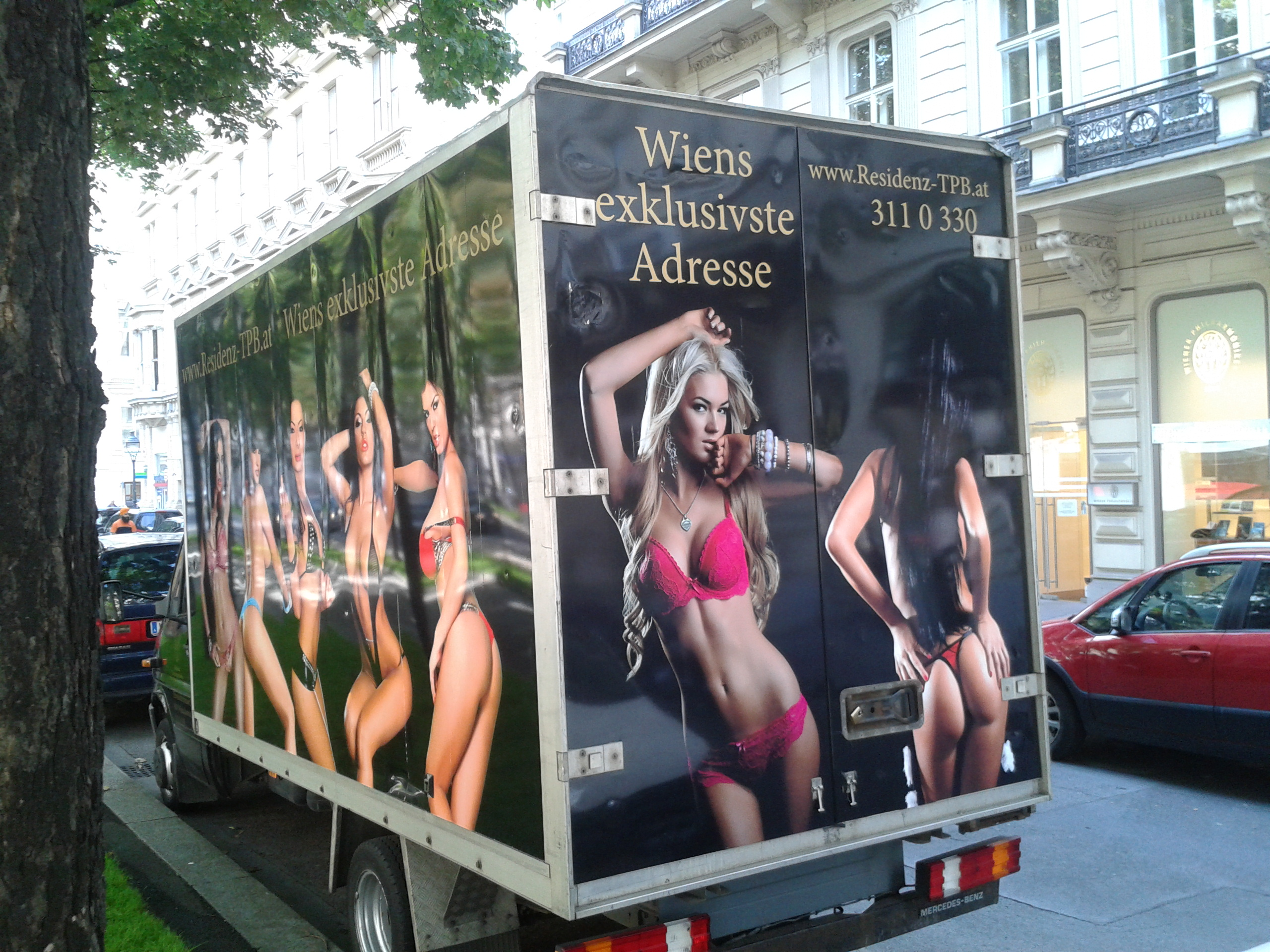
Imagen de un camión con publicidad sexual en Viena.

La prostitución en Austria está regulada por el código penal (Strafgesetzbuch), en el Apartado décimo, sobre Delitos contra la integridad sexual y la autodeterminación (§§ 201-220b).
Aunque el trabajo sexual en sí no está prohibido, el artículo 207b, sobre el abuso sexual de menores, permite procesar a los clientes de los trabajadores menores de 18 años. En los artículos 214 a 217 se especifican restricciones adicionales. Las leyes sobre el SIDA y las ETS exigen reconocimientos médicos. Las leyes de los Estados federados de Austria imponen más restricciones sobre los momentos y lugares en los que puede ejercerse la prostitución. La ley más restrictiva es la de Vorarlberg, donde la prostitución sólo es legal en los burdeles autorizados y hasta la fecha no se ha expedido ninguna licencia.
El Tribunal Supremo de Austria dictaminó en 1989 que la prostitución era un contrato leonino; por lo tanto, una prostituta no tenía ningún recurso legal contra un cliente que se negara a pagar. En 2012, el Tribunal dictaminó lo contrario, explicando que la prostitución ya no puede considerarse en general como leonina porque las actitudes morales han cambiado y la prostitución está regulada por las leyes locales. En particular, las prostitutas tienen ahora el derecho legal a demandar el pago.
Según el artículo 216 de la Strafgesetzbuch, está prohibido percibir ingresos regulares por la prostitución de otra persona, por lo que una prostituta no puede considerarse legalmente una empleada.
Las prostitutas se consideran autónomas y desde 1986 están obligadas a pagar impuestos. La Arbeits- und Sozialrechts-Änderungsgesetz (ASRÄG) de 1997 las incluyó en la seguridad social.

## Situación actual

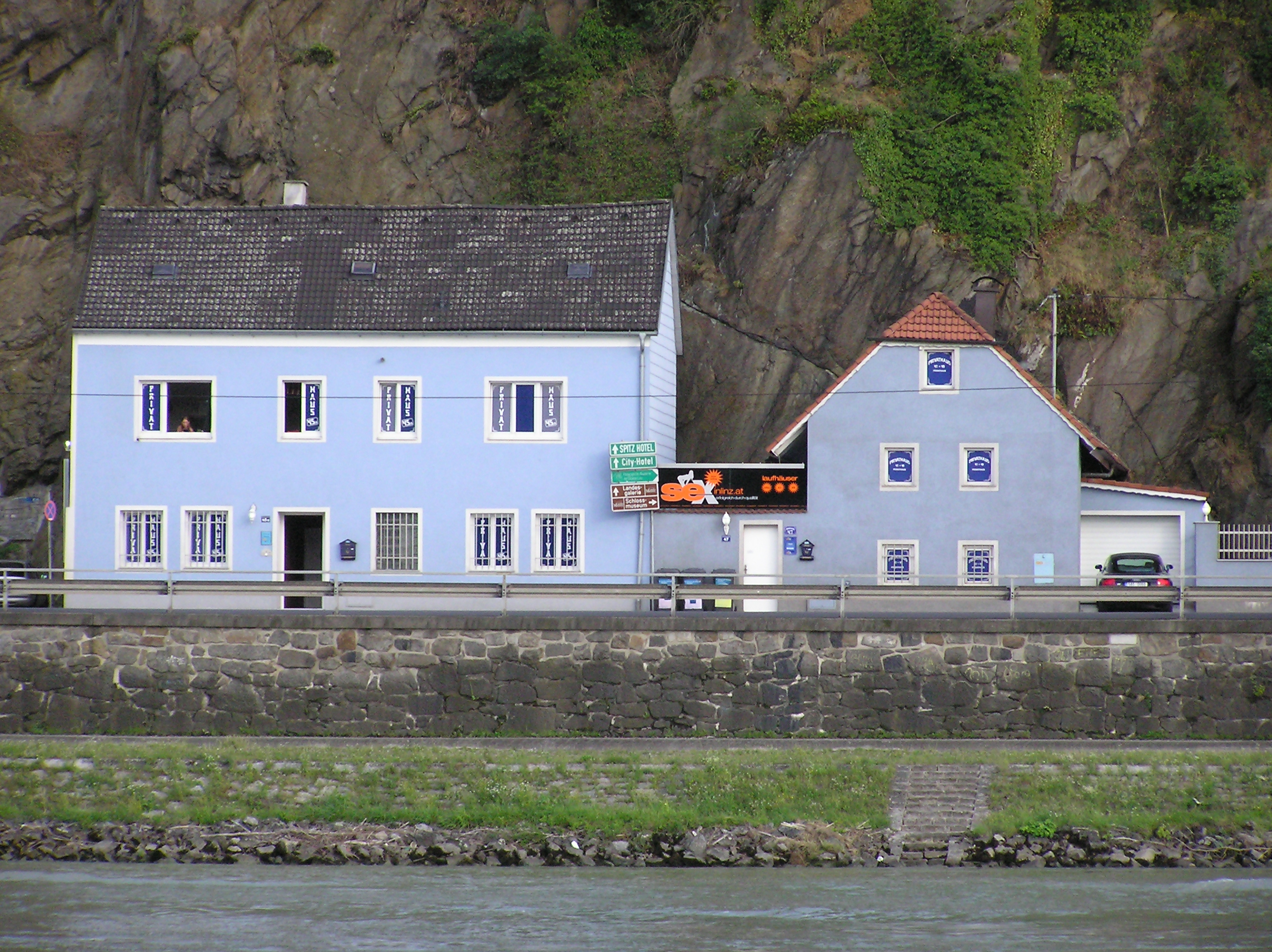
Imagen de un burdel en Linz.

Las ciudades austriacas no tienen barrios rojos como el Bahnhofsviertel (Fráncfort del Meno), el Herbertstraße y Reeperbahn de Hamburgo o el de Ámsterdam; la industria del sexo está muy repartida por las ciudades y su presencia suele pasar desapercibida.
En abril de 2007, estaban registrados oficialmente en Viena 1 352 prostitutas y 21 prostitutos. En 2003, la prostituta de más edad era una austriaca de 71 años que ofrecía sus servicios en el segundo distrito de Viena, el llamado Leopoldstadt. El número de mujeres que trabajan legal e ilegalmente, al menos de vez en cuando, como prostitutas se estima entre 3 500 y 6 000; se calcula que atienden en total a 15 000 clientes al día. Una relación similar de prostitutas con respecto al número de habitantes se observa también en otras ciudades austriacas. Por ejemplo, en 2008 había 120 prostitutas registradas en Linz, que tiene aproximadamente el 10 % del tamaño de Viena.
Antes de la Wende existía una cooperación relativamente buena entre la policía y la prostitución de la que ambas partes sacaban provecho. Por un lado, los proxenetas podían regular ellos mismos sus guerras territoriales; por otro, servían de informadores a la policía. Sin embargo, tras la caída del Telón de Acero, la situación cambió. Muchas jóvenes del antiguo bloque del Este llegaron a Austria y estaban dispuestas a trabajar por menos dinero que las austriacas. Además, grupos de delincuencia organizada procedentes del sur y el este de Europa entraron en la escena de la prostitución en Austria. En los años siguientes, sobre todo en la década de 1990, disminuyó el número de prostitutas registradas y aumentó el de prostitutas no registradas. Hoy en día, entre el 60 %-90 % son inmigrantes, sobre todo de los antiguos países del bloque del Este, entre ellas muchas trabajadoras de la cercana Eslovaquia. 
El Ministerio Federal del Interior austriaco considera que la prostitución ilegal es un problema porque va unida a delitos como la trata de seres humanos, el proxenetismo y la violación. Además, la prostitución no registrada crea problemas de salud. Una cuarta parte de las prostitutas no registradas detenidas tenían múltiples infecciones por enfermedades de transmisión sexual. En cambio, según las autoridades sanitarias de Viena, las prostitutas registradas son el grupo de personas más sanas. Por ello, el Ministerio Federal del Interior austriaco quiere transformar la prostitución ilegal en prostitución legal regulada.
Al igual que el ministerio, varias organizaciones de derechos humanos y de inmigrantes que ponen de relieve las malas condiciones de vida y de trabajo de las prostitutas quieren desestabilizar la prostitución y mejorar las condiciones laborales y sociales de las trabajadoras del sexo, así como abolir la discriminación en los derechos laborales y en los derechos de residencia. A principios de 2007, este tema también fue descubierto por la política y se debatió acabar con el estado desmedido de la prostitución y encontrar una regulación legal similar a la ley alemana.
La ONG LEFÖ (Información, Educación y Apoyo para Mujeres Inmigrantes) presta apoyo a las trabajadoras del sexo (inmigrantes) en Austria desde principios de los años 1990. LEFÖ es el socio austriaco de la red paneuropea TAMPEP que ofrece prevención de enfermedades de transmisión sexual y promoción de la salud entre las trabajadoras del sexo (inmigrantes). Existen otros centros de asesoramiento para trabajadoras del sexo en Viena (Sophie) y Linz (LENA). Además, la organización Maiz de Linz ofrece asesoramiento a inmigrantes que trabajan en la industria del sexo.
Desde 2005, el grupo www.sexworker.at es una plataforma de trabajadoras del sexo y aliados que tiene su sede en Viena y opera en la región de habla alemana. Es una autoorganización de profesionales del sexo y promueve el reconocimiento del trabajo sexual como actividad legítima y la autodeterminación e inclusión política de los profesionales del sexo en la toma de decisiones y el desarrollo, aplicación y evaluación de políticas.
En Austria está aumentando el número de prostitutas nigerianas y se ha descubierto que muchas de ellas son víctimas de la trata de seres humanos y de la prostitución forzada. La ONG Exit documenta las historias de estas víctimas para sensibilizar a la opinión pública. Además, Exit asesora a las víctimas que buscan ayuda en dialectos africanos especiales. Fue iniciada por Joana Adesuwa Reiterer, actriz y escritora nigeriana afincada en Viena que, tras escapar de un matrimonio con un proxeneta, empezó a investigar sobre la trata de seres humanos de África a Austria con fines de explotación sexual.

### Pandemia del coronavirus en el país

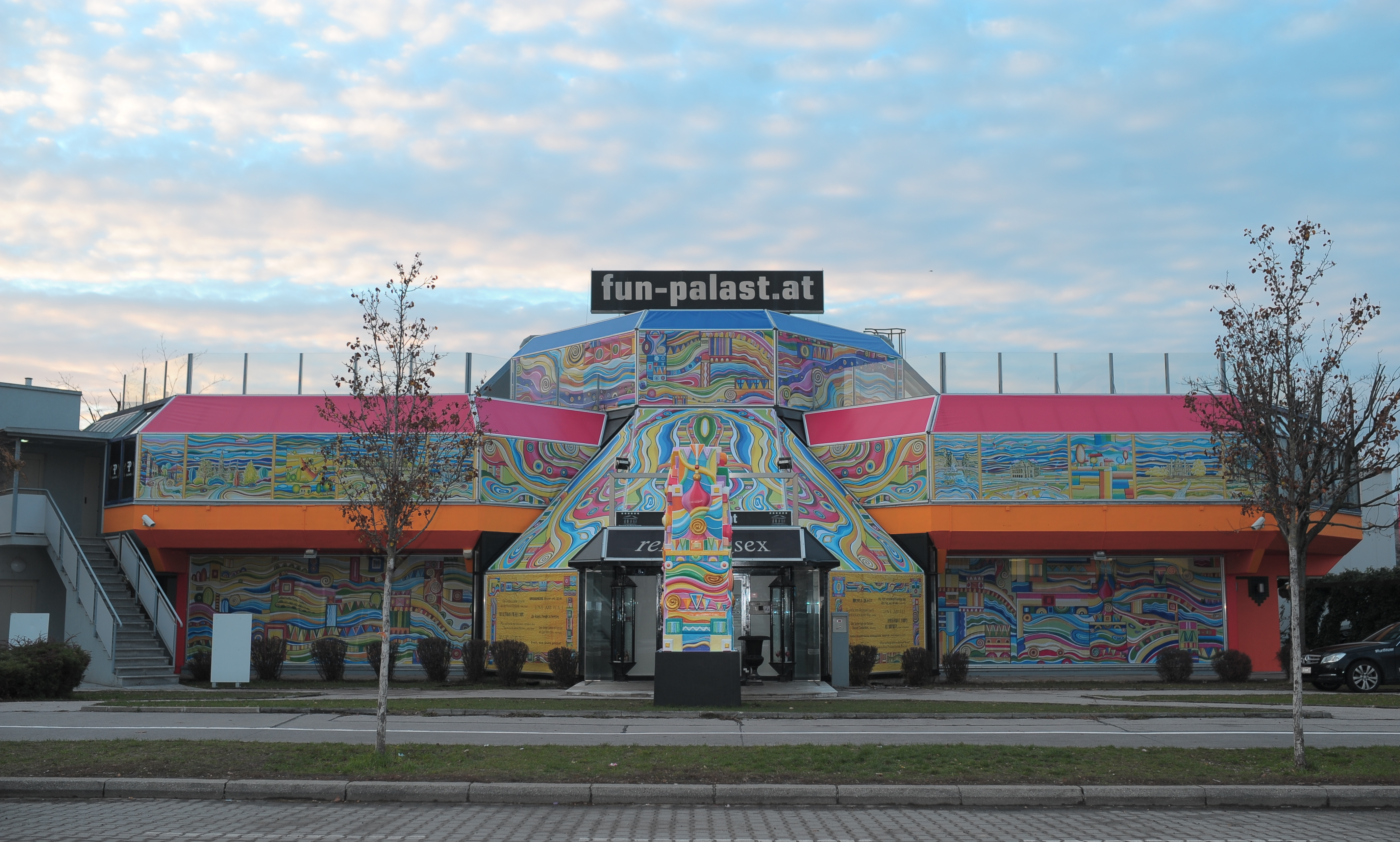
Imagen del burdel Funpalast, también en Viena.

La pandemia del coronavirus afectó enormemente al panorama de la prostitución en el país y en su capital, con el cierre de los establecimientos durante el período de confinamiento. El gobierno federal restringió la mayoría de las actividades al aire libre y prohibió el funcionamiento de negocios no esenciales para frenar la tasa de infección en Austria. Además, también se restringieron las reuniones de gran número de personas.
Todos los clubes y bares de sexo, saunas, estudios, agencias de acompañantes y otros tipos de establecimientos para adultos cesaron su actividad hasta que se les permita abrir.
Las mujeres que trabajaban en burdeles viajaron de vuelta a su país de origen hasta que se les permitiera trabajar de nuevo. La mayoría de los establecimientos más grandes notificaron a sus clientes el cierre de sus negocios a través de su página web, mediante boletines informativos u otros portales de intercambio de información en línea.
La prostitución en Viena experimentó un aumento de mujeres que trabajaban ilegalmente tras la reapertura de los establecimientos para adultos el 1 de julio. El motivo fue el nuevo examen COVID-19 que se exigía a todas las personas que desean trabajar legalmente en cualquier establecimiento de Viena. Con más de 3 000 solicitantes y sólo unas 60 pruebas al día, algunas mujeres tenían que esperar hasta unos meses antes de poder adquirir sus documentos legales y empezar de nuevo a trabajar. Por ello, muchas intentaron trabajar ilegalmente a través de apartamentos privados. El Departamento de Policía de Viena hizo una redada en varios de estos apartamentos y multó a las mujeres que trabajaban allí y a los propietarios que los alquilaban.

## Políticas

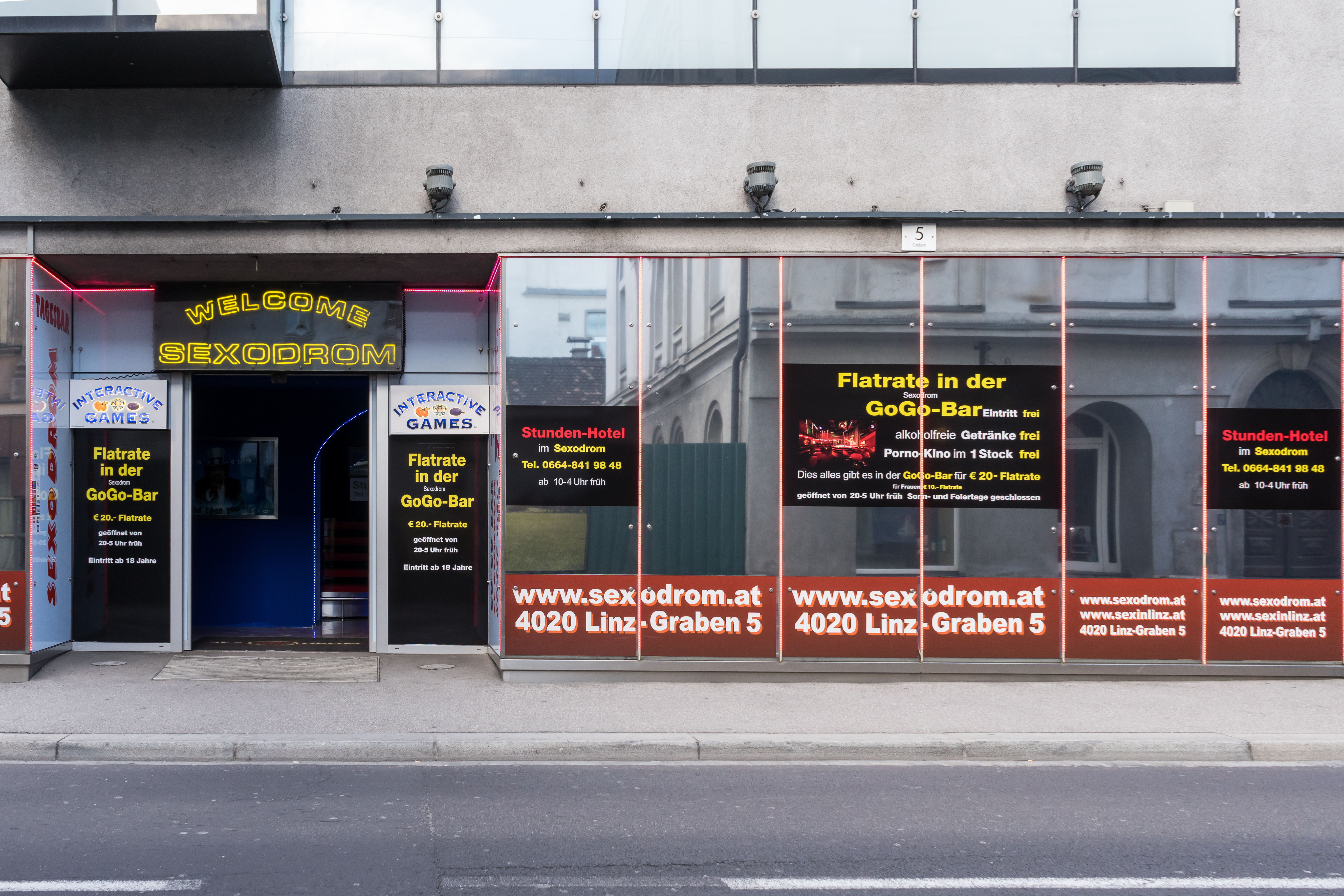
Sexódromo en Linz. La pared azul detrás de la entrada tiene un cuadro colgado representando a su planificador, Peter Stolz, en 1988, con la frase: "Vivir es una puta, y luego mueres".

Los Jóvenes Socialistas (Sozialistische Jugend Österreich) tienen una política sobre la prostitución, en su plataforma de mujeres (Frauenpolitik). Aunque consideran la prostitución un mal social que debe erradicarse, al mismo tiempo afirman que mientras exista el partido aboga por la solidaridad con las trabajadoras del sexo, su protección y se opone a la criminalización como medida que no hace más que llevar el oficio a la clandestinidad. Entre otros planteamientos, sugieren la sindicalización.

## Tráfico sexual
Los tratantes de personas explotan a víctimas extranjeras en Austria. Según las estadísticas, no hay ciudadanos austriacos entre las víctimas de la trata. Las víctimas proceden principalmente de Europa del Este, con algunas víctimas procedentes de América del Sur, y cada vez más de Nigeria, China y el sudeste asiático. Más del 95 % de las víctimas identificadas son extranjeras sometidas a fines sexuales. Aproximadamente el 65 % de las víctimas de trata proceden de Estados miembros de la Unión Europea. Los traficantes someten a un número creciente de víctimas femeninas de Nigeria y China a explotación sexual en salones de masaje y burdeles. La Oficina Federal contra la Delincuencia puso en marcha programas con estos países para combatir la trata transfronteriza y mejorar y ampliar las investigaciones conjuntas.
Los traficantes utilizan Austria como punto de tránsito para trasladar a las víctimas a otros países europeos. En 2018, el gobierno subvencionó un folleto de una ONG, en 14 idiomas, para su distribución principalmente a personas que trabajan en la prostitución, con el fin de aumentar la concienciación sobre la trata que tiene lugar dentro de la industria del sexo comercial.
Según la policía, también había algunas mujeres que entraron a sabiendas en el país para trabajar como prostitutas, pero fueron obligadas a una dependencia similar a la esclavitud. La mayoría de las víctimas estaban en el país ilegalmente y temían ser entregadas a las autoridades y deportadas. Los tratantes solían retener los documentos oficiales de las víctimas, incluidos los pasaportes, para mantener el control sobre ellas. Las víctimas denunciaron haber sido objeto de amenazas y violencia física. El miedo a las represalias, tanto en Austria como en los países de origen de las víctimas, fue uno de los principales factores disuasorios de la cooperación de éstas con las autoridades.
La Oficina de Vigilancia y Lucha contra la Trata de Personas del Departamento de Estado de los Estados Unidos mantenía a Austria como país de "nivel 1".